# كوكب غير شمسي

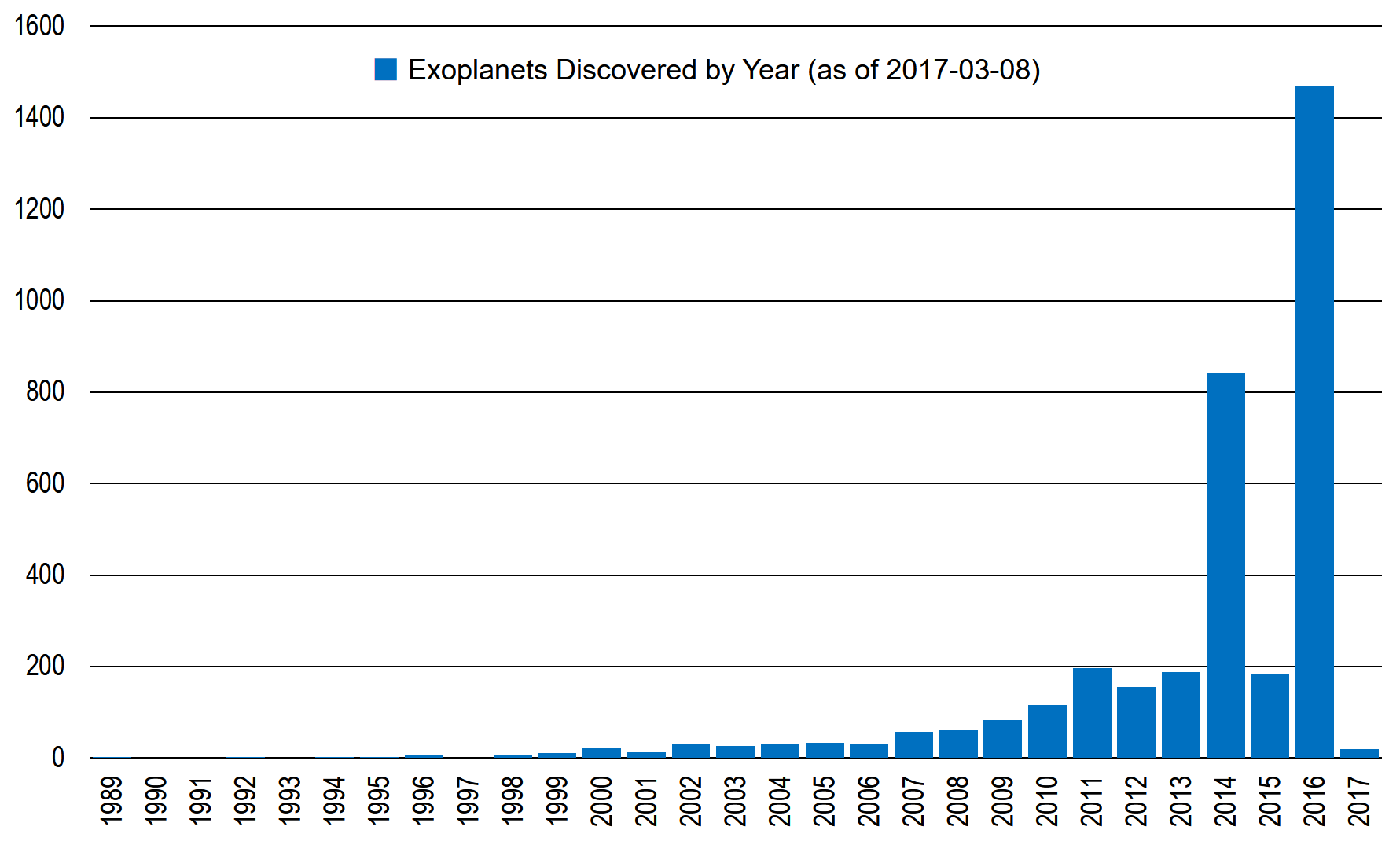
تطور اكتشاف الكواكب غير الشمسية خلال السنوات حتى 8 مارس 2017

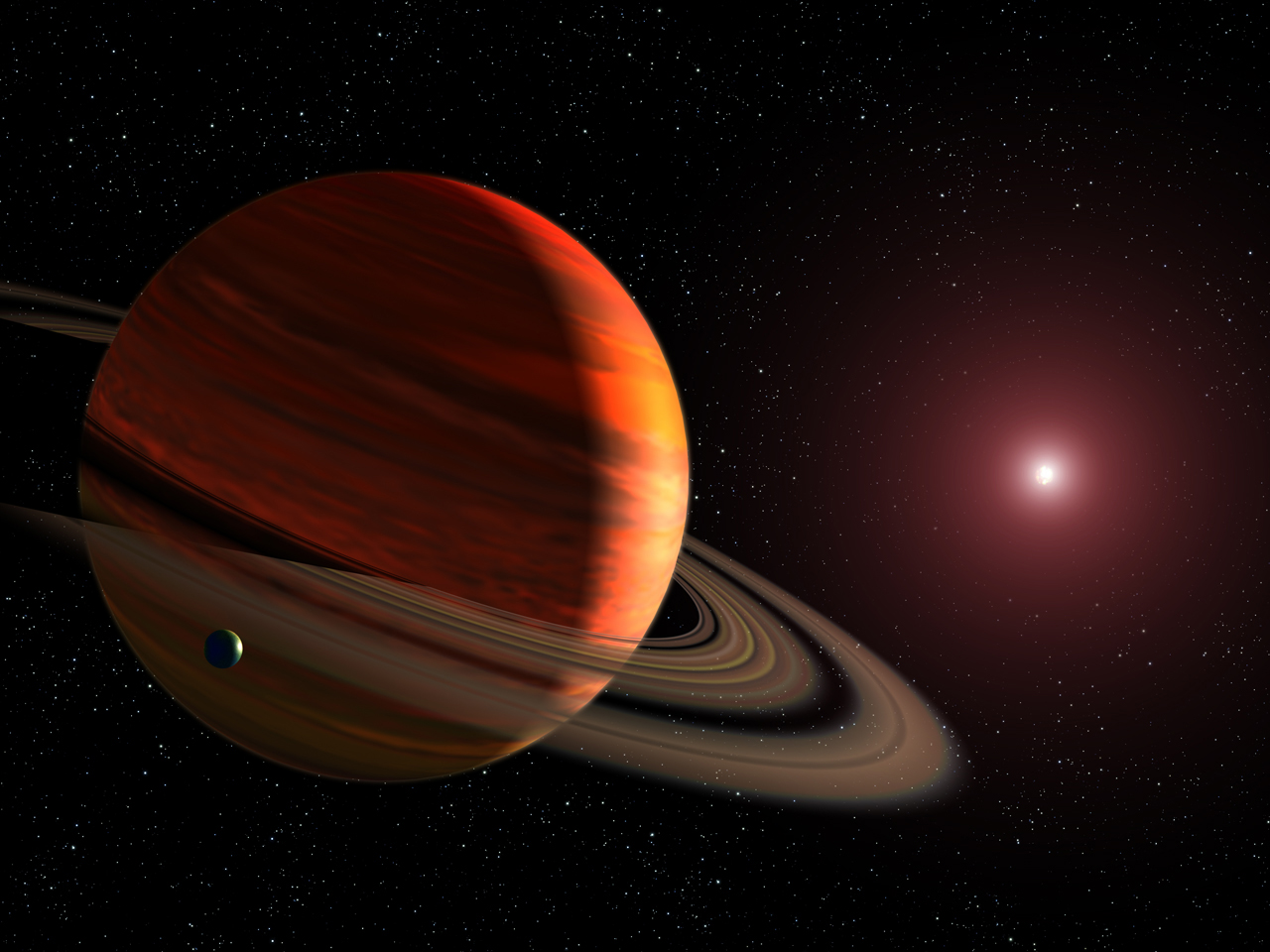
صورة خيالية لكوكب خارج المجموعة الشمسية.

كوكب غير شمسي أو كوكب نجمي أو كوكب خارج المنظومة الشمسية هو أي كوكب خارج نطاق المجموعة الشمسية. لوحظ أول دليل على اكتشاف كوكب محتمل خارج المجموعة الشمسية في عام 1917، لكن لم يُعرّف بهذا الشكل. جرى أوّل تأكيد لاكتشاف كوكب غير شمسي عام 1992. وتبع هذا التأكيد عدة تأكيدات لكواكب مختلفة، والتي اكتُشفت في الأصل عام 1988. وحتى تاريخ 1 يناير من عام 2020، يوجد 4160 كوكب مؤكد خارج المجموعة الشمسية ضمن 3090 نظام كوكبي، وضمنها 676 نظام كوكبي مكونة من أكثر من كوكب واحد.
هنالك عدة طرق للكشف عن الكواكب غير الشمسية، اكتُشفت أغلب الكواكب من خلال طريقة  القياس الضوئي للعبور الفلكي وطريقة تحليل دوبلر الطيفي. لكن تعاني هذه الطرق من الانحياز الواضح لرصد الكواكب الموجودة بالقرب من النجم. ولذلك، توجد 85% من الكواكب المكتشفة خارج المجموعة الشمسية داخل منطقة التقييد المدي. وقد رُصدت في الكثير من الحالات عدة كواكب تدور حول نجم معين. يمتلك من 1 إلى 5 نجوم شبيهة بالشمس كوكبًا بحجم الأرض ضمن المنطقة الصالحة للحياة. وبافتراض وجود 200 مليار نجم في مجرة درب التبانة، يُمكن افتراض وجود 11 مليار كوكب بحجم الأرض محتمل أن تكون صالحة للحياة في مجرة درب التبانة، ويرتفع العدد إلى 40 مليار في حال احتساب الكواكب التي تدور حول أقزام حمراء.
إنّ الكوكب غير الشمسي المعروف الذي يملك الكتلة الأقل هو دراوغر (Draugr، ويُعرف أيضًا باسم PSR B1257+12 A)، وتبلغ كتلته ضعف كتلة القمر. وبالمقابل فإن الكوكب غير الشمسي الذي يمتلك الكتلة الأكبر والمسجل في أرشيف ناسا للكواكب غير الشمسية هو HR 2562 B [الإنجليزية]، وتبلغ كتلته ثلاثون مرة كتلة المشتري، على الرغم أنه وفقًا لبعض تعريفات الكوكب (التي تعتمد على الاندماج النووي للديوتيريوم) فإن كتلته فائقة جدًا ليُعتبر كوكبًا، ومن الممكن أن يكون قزمًا بينًا. تتراوح الأدوار (الفترات) المدارية للكواكب غير الشمسية من بضع ساعات (بالنسبة للكواكب الأكثر قربًا من نجومها) إلى آلاف السنين. وهنالك بعض الكواكب غير الشمسية التي تقع على مسافة كبيرة جدًا من نجومها ما يجعل من الصعب التحديد فيما إذا كانت ترتبط تثاقليًا معها. اكتُشفت أغلب الكواكب غير الشمسية بعيدًا جدًا ضمن مجرة درب التبانة. وهنالك أدلة على إمكانية وجود كواكب غير الشمسية خارج مجرتنا في المجرات البعيدة عن مجرة درب التبانة. الكوكب غير الشمسي الأقرب لكوكب الأرض هو قنطورس الأقرب b، ويقع على بعد 4.2 سنة ضوئية من الأرض (1.3 فرسخ فلكي) ويدور حول نجم قنطورس الأقرب، النجم الأقرب إلى الشمس.
زاد اكتشاف الكواكب غير الشمسية الاهتمام بالبحث عن حياة خارج كوكب الأرض. ويتمحور الاهتمام تمحورًا كبيرًا حول الكواكب التي تدور حول النجوم في المنطقة الصالحة للحياة، حيث هنالك إمكانية لوجود الماء السائل الذي يُعد وجوده على سطح الأرض الشرط الأساسي للحياة . تأخذ دراسة قابلية الحياة على الكواكب أيضًا في عين الاعتبار مجموعة كبيرة من العوامل لتحديد ملائمة الكوكب لاستضافة الحياة.
بالنسبة للكواكب الرّحالة فهي لا تدور حول أي نجم. تعتبر أجسام كهذه فئة منفصلة عن الكواكب، وبشكل خاص إن كانت عملاقة غازية، والتي غالبًا ما تعتبر شبه قزم بني. من المحتمل أنّ عدد الكواكب الرحالة في مجرة درب التبانة قد يصل للمليارات أو أكثر.

## التسمية
تُعتبر اتفاقية تسمية الكواكب امتدادًا (ملحقًا) للنظام الذي استُخدم لتسمية الأنظمة متعددة النجوم والتي اعتمدها الاتحاد الفلكي الدولي (آي إيه يو). بالنسبة للكواكب غير الشمسية التي تدور حول نجم واحد، يصيغ الاتحاد الفلكي الدولي اسمها عن طريق أخذ اسم ملائم أو محدد من اسم النجم الذي يدور حوله الكوكب وإضافة حرف صغير إليه. تُضاف الأحرف بالترتيب لكل كوكب يُكتشف حول النجم الأم، بحيث يُعطى الكوكب الأول المُكتشف في النظام الكوكبي حول النجم الحرف «بي» ( الحرف «إيه» يُعطى للنجم الأم) وتُعطى الكواكب اللاحقة الأحرف بالتسلسل. إذا اكتُشفت عدة كواكب في نفس النظام في الوقت نفسه، يُعطى الكوكب الأقرب إلى النجم الحرف التالي (الحرف بي)، ثُم الكواكب الأخرى وفقًا للحجم المداري (حسب القرب من النجم). يوجد معيار مشروط يُقرّه الاتحاد الفلكي الدولي لتسمية الكواكب التي تدور حول نظام نجمي ثنائي. ويوجد عدد محدود من الكواكب غير الشمسية التي تحمل أسماء ملائمة قام الاتحاد الفلكي الدولي بالمصادقة عليها. بالإضافة إلى وجود أنظمة تسمية أخرى.

## تاريخ الاكتشاف
ظنّ العديد من العلماء، والفلاسفة، وكُتّاب روايات الخيال العلمي لعدة قرون بوجود الكواكب خارج النظام الشمسي، لكن لم يكن هنالك طريقة لمعرفة فيما إذا كانت موجودة، أو معرفة مدى انتشارها، أو مدى تشابهها مع الكواكب في المجموعة الشمسية. ورفض العلماء العديد من الادعاءات حول اكتشافات مختلفة في القرن التاسع عشر.
لوحِظ أوّل دليل لكوكب غير شمسي محتمل يدور حول نجم فان مانن2 في العام 1917،  لكن لم يُعرّف بهذا الشكل. حصل عالم الفلك والتر سيدني آدامز الذي كان مديرًا لمرصد جبل ويلسون على طيفٍ لنجم باستخدام تلسكوب جيل ويلسون الذي يبلغ قطر مرآته 60 إنش. وفسّر الطيف على أنه نجم من نجوم النسق الأساسي ونوعه إف، ولكن يُعتقد الآن أنّ هذا الطيف كان ناتجًا عن بقايا كوكب غير شمسي قريب سحقته جاذبية نجم ما، ما أنتج غبارًا متساقطًا على النجم.
حدث أوّل اشتباه لاكتشاف علمي لكوكب غير شمسي عام 1988. وبعد ذلك بوقت قصير، جاء التأكيد الأول لاكتشاف كوكب غير شمسي عام 1992، إذ اكتُشف العديد من الكواكب ذوات كتلة شبيهة بالكواكب الصخرية تدور حول النّبّاض PSR B1257+12. وجرى التأكيد الأول لاكتشاف كوكب غير شمسي يدور حول نجم من نجوم النسق الأساسي عام 1995، عندما وُجد كوكب عملاق يدور بفترة مدارية تبلغ 4أيام  حول النجم القريب بيغاسوس51. صُوِّرت بعض الكواكب غير الشمسية بشكل مباشر بواسطة التلسكوبات، ولكن اكتُشفت الغالبية العظمى بواسطة الطّرق غير المباشرة، مثل طريقة العبور الفلكي وطريقة السرعة الشعاعية (تحليل دوبلر الطيفي). في فبراير عام 2018، استخدم العلماء مرصد تشاندرا الفضائي العامل بالأشعة السينية، إلى جانب تقنية اكتشاف الكواكب التي تسمى العدسية الصغرية، في اكتشاف الأدلة على الكواكب في المجرات البعيدة، وقد أعلنوا: «أنّ بعض من هذه الكواكب غير الشمسية صغيرة (نسبيًا) كالقمر، بينما البعض الآخر بضخامة المشتري. لا ترتبط معظم الكواكب غير الشمسية ارتباطًا وثيقًا بنجومها على عكس كوكب الأرض، لذلك فهي تطوف عمليًا في الفضاء أو تدور بشكل حر بين النجوم. يمكننا تقدير عدد الكواكب في هذه المجرة (البعيدة) بأكثر من ترليون كوكب».